# Первое сражение в Шампани
Первое сражение в Шампани (фр. Première bataille de Champagne) — наступление французских армий против немецких армий в регионе Шампань во время Первой мировой войны. Это часть серии наступлений, запланированных от Северного моря до Вердена. Наступление началось 14 декабря 1914 года и продолжалось до 17 марта 1915 года.

## Начало наступления
С установлением на западноевропейском театре многокилометрового сплошного позиционного фронта от фландрского побережья до швейцарской границы действия воюющих сторон принимают характер борьбы за улучшение оборонительных позиций. На первый план обе стороны выдвигают оборону. Французское верховное командование рассматривало переход к позиционной обороне как вынужденную меру, как условие подготовки к общему наступлению. 8 декабря 1914 года Жоффр отдал директиву об осуществлении прорыва германского фронта в Шампани и Артуа. В тот же день здесь начались атаки французов. Но вскоре они вылились в бои местного значения и в январе были прекращены. Неудачу этих боев Жоффр объяснял спешкой в их подготовке и считал, что при более тщательной подготовке прорыв можно было осуществить.

## Оперативная пауза
Принятый в середине января оперативный план союзников предусматривал нанесение по германскому выступу весной 1915 года двух сильных ударов — в Шампани 4-й французской армией и в Артуа силами 10-й французской и 1-й английской армий. Невозможность вовремя провести перегруппировку войск и недостаток в обеспечении боеприпасами заставили отказаться от этого плана. В этих условиях французское командование пошло на внесение изменений в принятый оперативный план. Оно отказалось временно от нанесения удара в Артуа и решило весной 1915 года провести наступление 4-й армии генерала Лангля де Кари в Шампани и 1-й армии в районе Сен-Миеля; обе операции вести при содействии 3-й армии, наносящей отвлекающий удар в Аргоннах. Имелось в виду, используя достигнутые ранее результаты, свежими силами попытаться прорвать позиционную немецкую оборону в одном пункте и вынудить их к отводу своих войск к франко-германской границе. Всего французы имели до 163 тысяч штыков и сабель, 879 легких и 110 тяжелых орудий, противостоящая им 3-я германская армия — 85 тысяч штыков и сабель, 384 легких и 76 тяжелых орудий. При общем соотношении сил 1,8 : 1 французы довели превосходство на участках прорыва до 3 : 1, а плотность артиллерии — до 60-70 орудий на километр фронта прорыва.

## Продолжение наступления

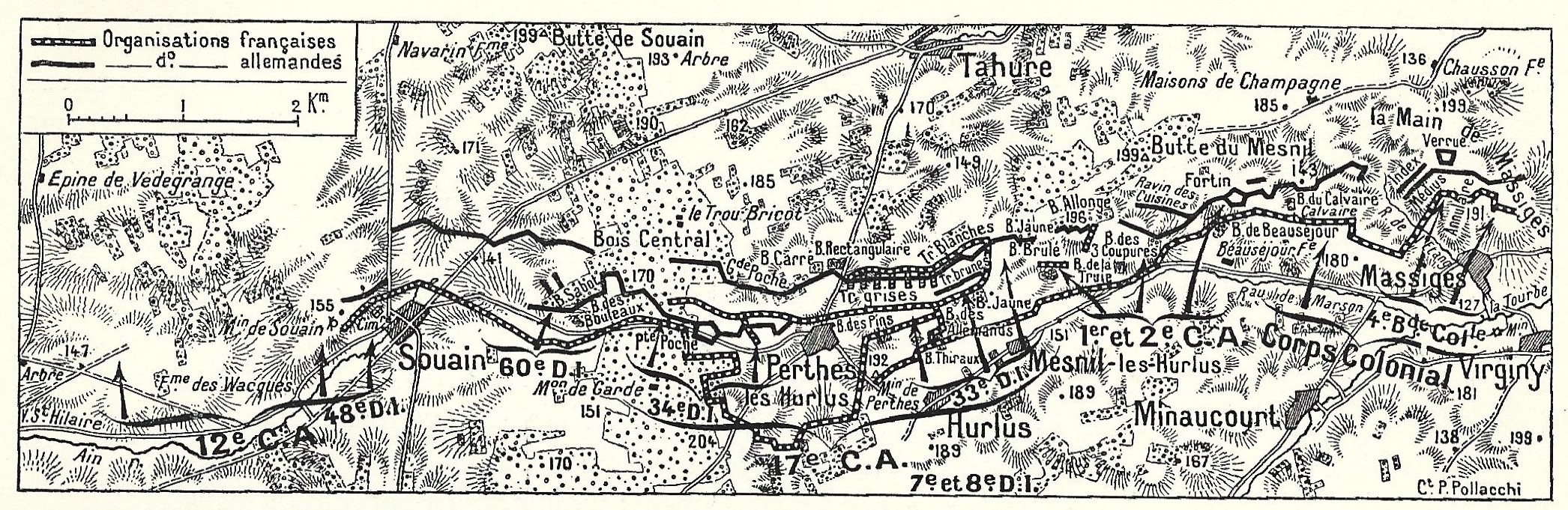
Наступление 4-й французской армии в Шампани.

В первый день наступления (16 февраля) густые волны атакующих цепей французов захватили лишь одну-две линии окопов 8-го корпуса 3-й германской армии, при этом понесли большие потери из-за того, что их артиллерия, ведшая огонь в течение трех предыдущих дней, не везде проделала проходы в проволочных заграждениях, и часть немецких пулеметов и батарей оказалась неподавленной.
На второй и третий день наступления командующий 3-й германской армией генерал Карл фон Эйнем усилил 8-й корпус частями, снятыми с других участков, и подтянул на направление наступления французов большую часть артиллерии. Вследствие этого настойчивые попытки 1-го и 17-го корпусов французов развить успех давали весьма ограниченные результаты.
Начиная с 19 февраля французы по частям бросают в бой еще два корпуса: 4-й в полосе 1-го, а 2-й в полосе 17-го армейского корпуса. Но противник подтянул три резервные дивизии, усилив ими 8-й корпус, и стал проводить постоянные контратаки. Французам удается продвинуться всего на 300-500 м, овладеть второй и завязать бои за третью линию окопов. К концу февраля германцы вводят в бой еще несколько резервных дивизий и уравнивают соотношение в силах и средствах. Из-за нарастающего противодействия обороняющихся войск, слабой организации взаимодействия между французской пехотой и артиллерией и больших потерь среди наступающих частей французов организованное наступление последних превращается в разрозненные атаки. Окопы, захваченные французами днем, в ходе ночных контратак отбиваются германцами.
В надежде обеспечить перелом в свою пользу французы в начале марта вводят в бой последний 16-й корпус из резерва и бросают в атаку 12-й корпус 4-й армии, но безрезультатно.

## Результаты
К 17 марта силы французов иссякают, и наступление, не выполнив задачу прорыва обороны противника, останавливается. Французы потеряли свыше 91 тысяч человек убитыми, ранеными и пропавшими без вести, но не овладели даже первой позицией германской обороны. Операция не оказала помощи и русским армиям, в это время отступавшим в районе Мазурских озёр. 